# Rodervaart
De Rodervaart (Noord-Drents: Ronervaort) is een kanaal tussen Roden en het Leekstermeer in de gemeente Noordenveld in de Nederlandse provincie Drenthe. 
Het zuidelijke deel van het kanaal doorstroomt de kern van Roden en liep vroeger uit in een haven in het centrum. Ten noorden van Roden doorstroomt de Rodervaart de hooilanden ten oosten van Leutingewolde. In het noordelijk deel van het kanaal ligt ook een voormalige stortplaats. Het noordelijke deel vormt onderdeel van het natuurgebied De Onlanden.

## Geschiedenis

### Algemeen Plan van Kanalisatie
Het kanaal werd voor het eerst geprojecteerd in 1838 en vormde onderdeel van het nooit gerealiseerde Algemeen Plan van Kanalisatie van ingenieur Adriaan Kommers die een scheepvaartverbinding van Amsterdam naar het noorden wilde realiseren om zo de omweg via de Noord- en Waddenzee te kunnen vermijden. Bestaande onderdelen hiervan waren de Drentsche Hoofdvaart tussen Meppel en Assen (aangelegd in de 17e en 18e eeuw), de daaraan grenzende Norgervaart tussen Kloosterveen en Huis ter Heide (1816). Vanaf Huis ter Heide zou een kanaal moeten worden gegraven tot aan het Leekstermeer, dat via de Munnikesloot, De Gave en het Hoendiep de verbinding vormen kon naar de stad Groningen. Dit kanaal zou vanaf Huis ter Heide eerst moeten worden gegraven in de richting van Een via Westervelde en Zuidvelde. Ten oosten van Een zou het kanaal dan parallel aan het tracé van het Groote Diep moeten worden voortgezet tot vlak voor de aansluiting met het Oostervoortsche Diep, alwaar het Groote Diep zou moeten worden overgestoken richting Roden; via het later aangelegde Mensingerbos naar de Norgerweg en vervolgens in Roden via de Brink (waar een zwaaikom zou moeten komen), de Raadhuisstraat en de Kanaalstraat verder naar het Leekstermeer.
In 1845 werd met steun van gouverneur Van Randwijck officieel begonnen met de werkzaamheden. Bij gebrek aan financiële middelen en door politiek gesteggel (de Groningse waterschappen vreesden meer wateraanvoer vanuit Drenthe) werd echter alleen de Oude Vaart gerealiseerd; een vaart waar later het Mensingerbos (ook wel 'Oude Vaartsbos') omheen werd aangelegd. Deze vaart werd in 1846 gegraven tussen het Moltmakerstuk en de Norgerweg. De graafwerkzaamheden werden vervolgens echter stopgezet wegens gebrek aan geld. Er werden ook stukjes gegraven bij Een, Zuidervelde en bij Huis ter Heide, maar deze werden al snel weer gedempt. In 1846 overstroomden als gevolg van overvloedige regenval ook de hooilanden rond het Leekstermeer ten noorden van Roden, waarbij ook Leutingewolde blank kwam te staan. Om die reden gingen er opnieuw stemmen op om een kanaal aan te leggen ten noorden van Roden, maar dan vooral als afwateringsloot. Het bleef echter bij plannen. In 1861 werd het kanaal overbodig door de aanleg van het Noord-Willemskanaal als verlenging van de Drentse Hoofdvaart.

### Aanleg
Eind jaren 1880 had de Nederlandsche Tramweg Maatschappij plannen voor de aanleg van de Tramlijn Drachten - Groningen. In het kader hiervan deed directeur Simon Hamelink ook Roden aan en hield de inwoners voor dat het nu of nooit was met betrekking tot de aanleg van deze spoorlijn door Roden. Omdat men de aanleg van een tramspoor voor wilde zijn in verband met de extra kosten van een spoorbrug werd besloten om het kanaal versneld aan te leggen. De initiatiefnemers waren een groep van invloedrijke bewoners van Roden, waaronder de familie Deodatus die belang had bij een snellere vervoersverbinding met Groningen. Het kanaal kreeg zowel een functie voor de afwatering als voor het vervoer van personen en goederen in de richting van de stad Groningen. De kosten bedroegen 55.428 gulden. Het kanaal werd vervolgens tussen 1891 en 1892 gegraven door aannemer J. Hillen uit Grave. Over de Rodervaart werd slechts 1 brug gelegd; de brug in de Damweg-Haarveensedijk tussen Leutingewolde en Foxwolde. Het kanaal mondde uit in een haven in Roden, ten oosten van de huidige Kanaalstraat. Het kanaal kreeg een breedte van 6 meter en een diepte van 1,6 meter. 

### Beginjaren
Een jaar na de opening werd in 1893 ten westen van de haven een zuivelfabriek gebouwd onder leiding van onder andere de Roder ondernemer Pieter Deodatus. Deze locatie was met name van belang voor de aanvoer van het voedingswater voor de stoomketels. Ook werd het kanaal in de beginperiode gebruikt voor het vervoer van klei ter bemesting van de arme gronden, hout, bagger, turf en zand. Op de vaart ging een beurtschip (stoomboot) varen tussen Roden en Groningen. In de loop der tijd vestigden zich ook andere industrieën aan de haven. De haven werd daarom in 1916 vergroot. In de jaren 1920 kende de vaart haar hoogtepunt met in het jaar 1923 889 schepen van minder dan 40 ton. Vanaf 1929 werd de Rodervaart steeds verder verbreed en verdiept tot 1,8 meter om grotere schepen makkelijker doorgang te kunnen verlenen, die daarvoor vaak in de modder vastliepen.

### Latere ontwikkelingen
In de jaren 1950 nam de scheepvaart over de Rodervaart sterk af. Steeds meer deed de Rodervaart alleen nog dienst als afvoerkanaal voor afvalstoffen van bedrijven en particulieren. Dit afvalwater zorgde ervoor dat de vaart in de loop der tijd steeds meer begon te stinken. Ook was het een van de grote vervuilers van het Leekstermeer. Begin jaren 1960 werd besloten om de Rodervaart om te vormen voor de recreatie en de haven te dempen. Van 1963 tot 1965 werd vervolgens de haven en het deel van het kanaal ten zuiden van de Dwazziewegen gedempt. Daarbij werd echter verzuimd om een zuiveringsinstallatie aan te leggen voor de grootste vervuiler; de zuivelfabriek. In 1966 werd een nieuw bestemmingsplan opgesteld voor het gebied waarin recreatie de belangrijkste functie werd. De gemeente hoopte een centrum voor verblijfsrecreatie aan te kunnen leggen aan de monding bij het Leekstermeer, maar nadat bleek dat er geen goed zand aanwezig was in de bodem voor de aanleg van een weg ernaartoe, verdween dit plan weer van tafel.
Eind jaren 1960 nam de druk om iets te doen aan de vervuiling van de Rodervaart toe nadat bleek dat er grote vissterfte was geconstateerd in het Leekstermeer. Tussen de Rodervaart en het Leekstermeer werd een damwand geplaatst, zodat het vervuilde water gecontroleerd kon worden doorgelaten. In 1972 werd een rioolgemaal gebouwd ten noorden van de Ceintuurbaan Noord. In de loop der jaren werd de vaart vervolgens gesaneerd.
In 1979 werd een fietspad aangelegd over de Rodervaart met een fietsbrug in het verlengde van de Sandebuursedijk. Eind jaren 1980 werd een toegangsweg over de Rodervaart gelegd voor het nieuwe bedrijventerrein Noordhoek richting Stukken/Deeling. In de tweede helft van de jaren 1990 werd iets noordelijker nog een toegangsweg aangelegd voor het nieuwere noordelijke deel van bedrijventerrein Noordhoek richting Kortling/Zudden. In 1999 werd de Noordholt aangelegd over de Rodervaart; de noordelijke rondweg rond Roden die onderdeel vormt van de N372. Ten zuiden van deze rondweg werd in de Rodervaart een meertje aangelegd. Door de aanleg van de toegangswegen en de rondweg is het zuidelijke deel van de Rodervaart veranderd in een serie vijvers. Het zuidelijkste deel van de Rodervaart, dat was gelegen ten zuiden van een punt dat ongeveer halverwege tussen de Stukken/Deeling en de Dobben lag, is ergens tussen 2000 en 2009 gedempt.
In 2007 waren er plannen voor het doortrekken van de Rodervaart tot op bedrijventerrein Bitseveld, maar hiervan is sindsdien niets meer vernomen.

### Vuilstort De Bolmert
In 1947 werd tussen de Bolmertsche Gouwe en de Middelgouwe in het moerasgebiedje Korte Bolmert door de firma Bolhuis een vuilstort ingericht aan beide zijden van de Rodervaart waar vuil van de gemeente Groningen werd gestort in putten, aanvankelijk zonder hinderwetvergunning, hetgeen destijds zorgde voor veel protest. Het stadsvuil werd aangevoerd per pramen die aan oostzijde konden keren in een zwaaikom. In de jaren erop werd er vergeefs tegen geprotesteerd. Rond 1952 stopte de stort. Hoewel de vergunning vereiste dat de stort moest worden afgedekt, gebeurde dit niet. In plaats daarvan raakten de bulten langzamerhand overdekt met gras. Bij de aanleg van het natuurgebied De Onlanden werd besloten om de stort dan buiten dit gebied te houden. In 2005 bleek het terrein ernstig verontreinigd. In 2011 werd besloten om de stortbulten alsnog te overdekken met een leeflaag en er vervolgens weer gras in te zaaien. Dit om het aanzien van het gebied wat te verfraaien. Hiertoe werd ook een deel van de stortplaats afgegraven en een deel van het omringende gebied afgeplagd. De sloten rond de stortplaats zijn aangesloten op het gemaal Rodervaart iets zuidelijker.

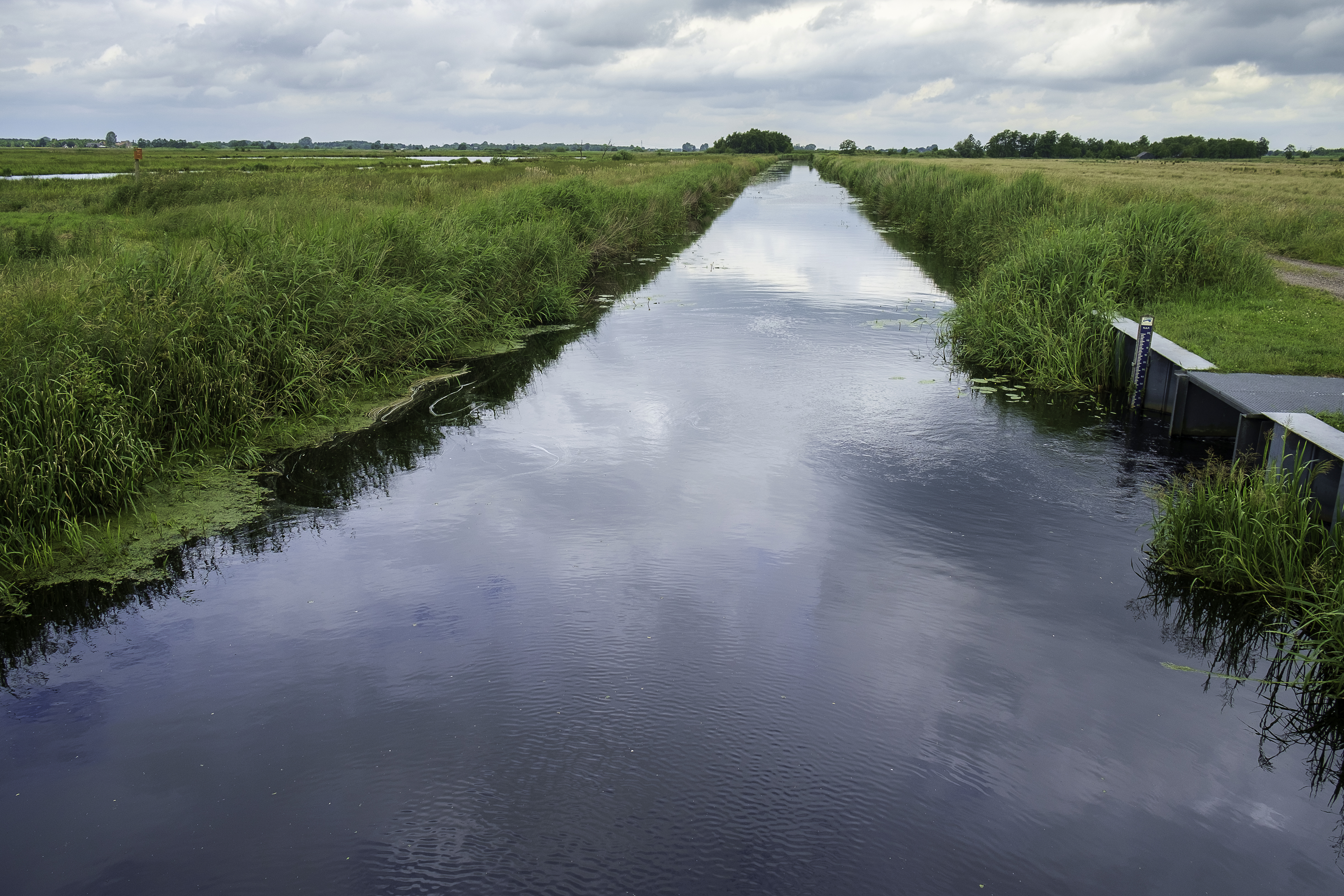
Rodervaart naar het noorden gezien met rechtsachter de vroegere stortplaats De Bolmert
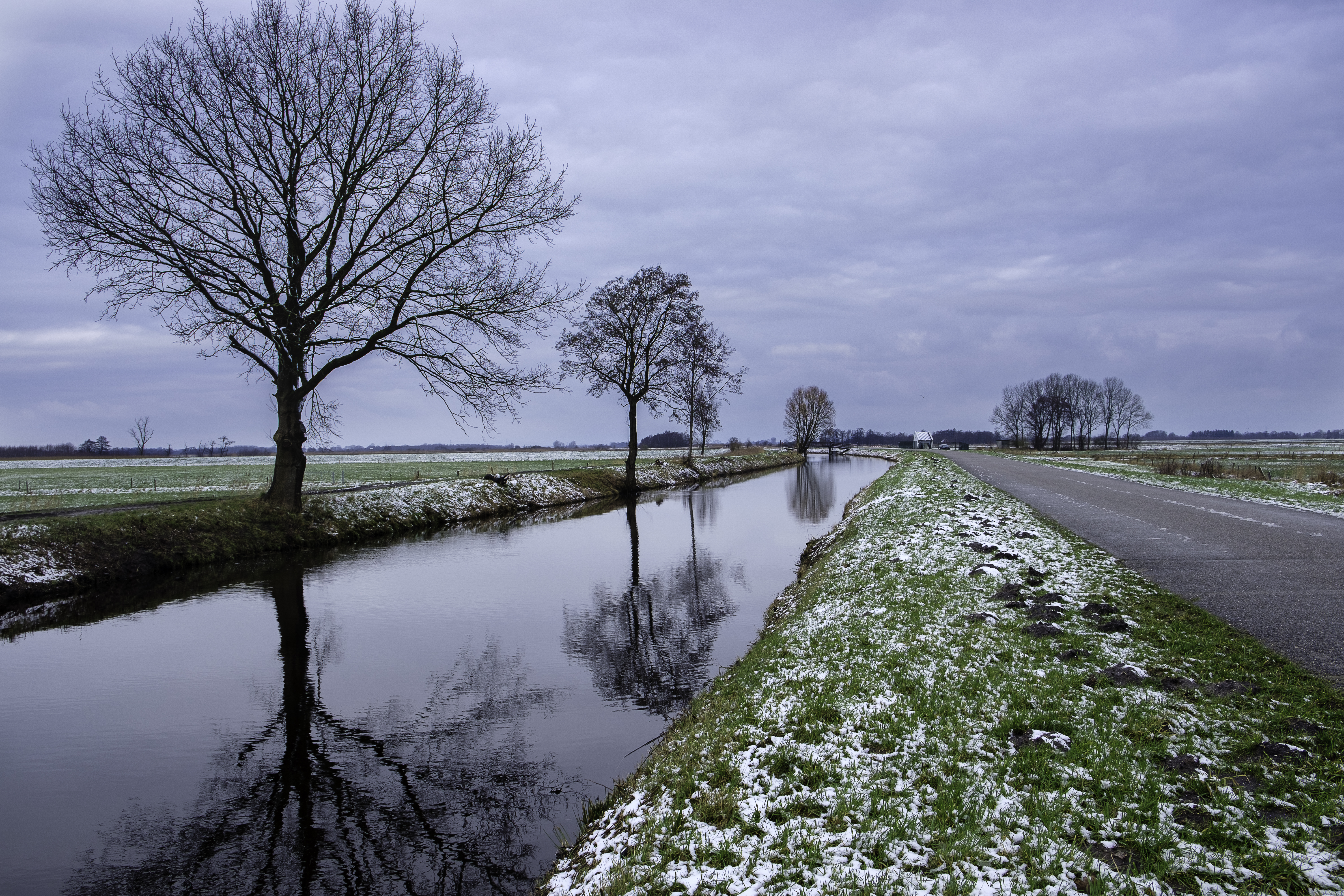
De Rodervaart in de winter
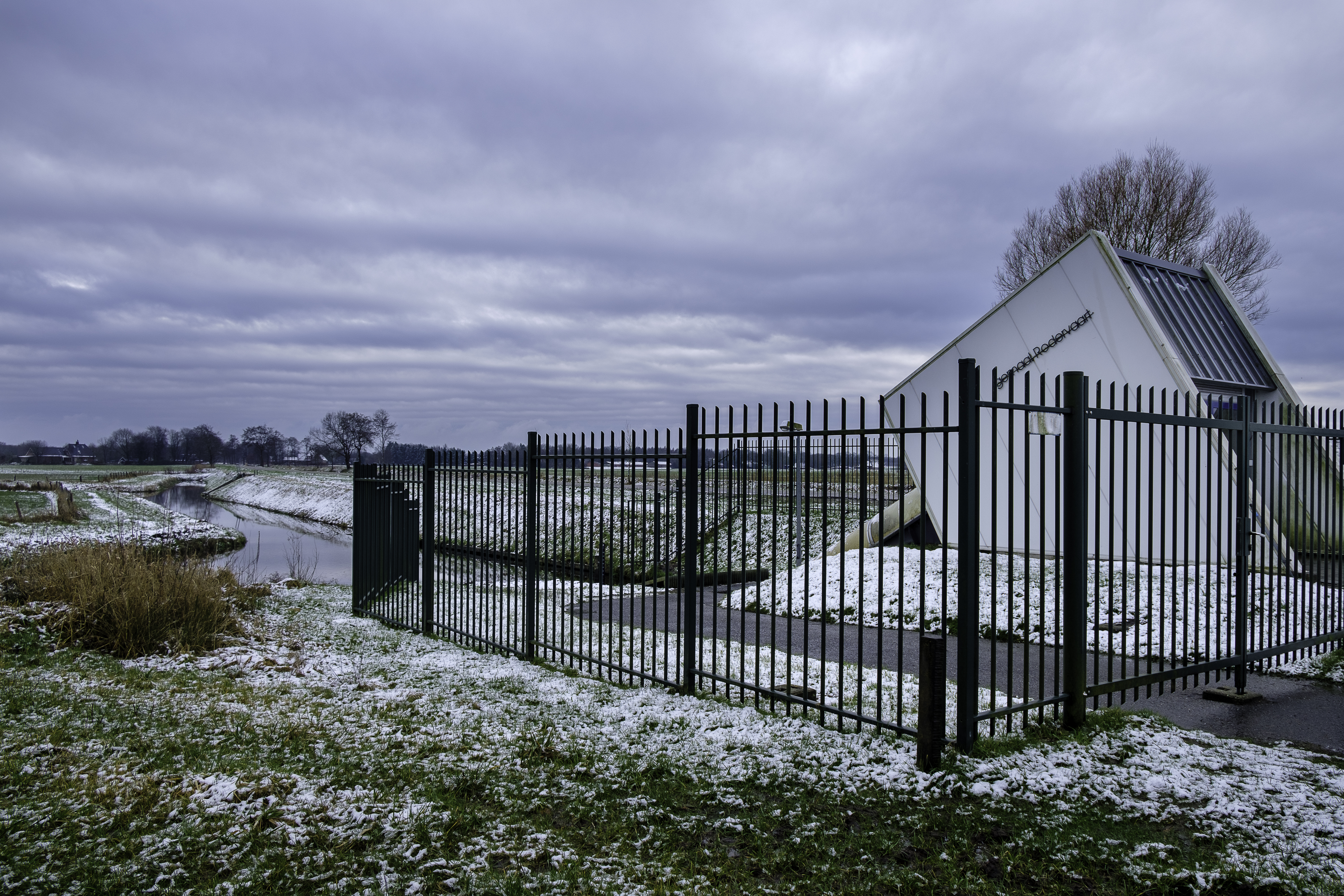
Gemaal Rodervaart naast de vaart